# Corrado (film)
Corrado (albo Bad Ass) – amerykański film fabularny z 2009 roku. W roli głównej (tytułowej) wystąpił w nim aktor Johnny Messner.

## Opis fabuły
Los Angeles. Płatny zabójca Corrado dostaje ofertę wyeliminowania Vittoria Spinello, wpływowej postaci kryminalnego półświatka. Niespodziewanie starzejący się przestępca ginie, a o jego zabójstwo − niesłusznie − zostaje oskarżona jego pielęgniarka Julia. Syn Vittoria, Paolo, w akcie zemsty usiłuje zamordować Julię, lecz ta zostaje odratowana przez Corrado. Od tej pory obydwoje są poszukiwani przez rodzinę Spinello.

## Obsada
- Johnny Messner jako Corrado
- Tom Sizemore jako Paolo Spinello
- Frank Stallone jako Tommaso
- Tony Curran jako oficer Tony
- Edoardo Ballerini jako Salvatore
- Candace Elaine jako Julia
- Michael Bailey Smith jako Brooklyn Bridges
- Joseph R. Gannascoli jako Frankie D'Onofrio
- Ken Kercheval jako Vittorio Spinello
- John Fiore jako Clayton Zeller
- Stelio Savante jako Antonio